# Zlatni globus za najbolji film – komedija ili mjuzikl
Zlatni globus za najbolju film – komedija ili mjuzikl svake godine od 1952. dodjeljuje Udruženje holivudskih stranih novinara.

## Dobitnici i nominirani

### 1950-e
| Godina | Film Producenti                                                 | Nominirani |
| ------ | --------------------------------------------------------------- | --- |
| 1951.  | Amerikanac u Parizu – Arthur Freed                              | |
| 1952.  | S pjesmom u srcu – Lamar Trotti                                 | Hans Christian Andersen – Samuel Goldwyn I'll See You in My Dreams – Louis F. Edelman Pjevajmo na kiši – Arthur Freed Stars and Stripes Forever – Lamar Trotti |
| 1953.  | Nagrada nije dodijeljena                                        | |
| 1954.  | Carmen Jones – Otto Preminger                                   | |
| 1955.  | Momci i djevojke – Samuel Goldwyn                               | |
| 1956.  | Kralj i ja – Charles Brackett                                   | Autobusna postaja – Buddy Adler Čajanka na mjesečini – Jack Cummings Suprotni spol – Joe Pasternak Zlatni Cadillac – Fred Kohlmar                              |
| 1957.  | Les Girls – Sol C. Siegel                                       | Ljubav poslijepodne – Billy Wilder Ne prilazi vodi – Lawrence Weingarten Prijatelj Joey – Fred Kohlmar Svilene čarape – Arthur Freed                           |
| 1958.  | Gigi – Arthur Freed                                             | Južni Pacifik – Buddy Addler Palčić – George Pal Prokleti Jenkiji – George Abbott, Stanley Donen                                                               |
| 1959.  | Neki to vole vruće – Billy Wilder Porgy i Bess – Samuel Goldwyn | |

### 1960-e
| Godina                    | Film Producenti                                                               | Nominirani |
| ------------------------- | ----------------------------------------------------------------------------- | --- |
| 1960. (Najbolja komedija) | Apartman – Billy Wilder                                                       | Naš čovjek u Havani – Carol Reed Sve je počelo u Napulju – Jack Rose Trava je zelenija – Stanley Donen, James H. Ware Životne činjenice – Melvin Frank, Norman Panama                                                                                        |
| 1960. (Najbolji mjuzikl)  | Pjesma bez kraja – William Goetz                                              | Can-Can – Jack Cummings, Saul Chaplin Pepe – George Sidney Volimo se – Jerry Wald Zvona zvone – Arthur Freed |
| 1961. (Najbolja komedija) | Većina jednog – Mervyn LeRoy                                                  | Doručak kod Tiffanyja – Richard Shepherd, Martin Jurow Džep pun čuda – Frank Capra Jedan, dva, tri – Billy Wilder Zamka za roditelje – George Golitzen |
| 1961. (Najbolji mjuzikl)  | Priča sa zapadne strane – Robert Wise                                         | Babes in Toyland – Walt Disney Flower Drum Song – Ross Hunter |
| 1962. (Najbolja komedija) | Zavodnici – Robert Arthur, Martin Melcher, Stanley Shapiro                    | If a Man Answers - Ross Hunter Momačka večer – Martin Ransohoff Najbolje od neprijatelja – Dino De Laurentiis Period prilagodbe – Lawrence Weingarten |
| 1962. (Najbolji mjuzikl)  | Glazbenik – Morton DaCosta                                                    | Billy Rose's Jumbo - Martin Melcher, Joe Pasternak Ciganka – Mervyn LeRoy Čudesni svijet braće Grimm – George Pal Girls! Girls! Girls! – Hal B. Wallis |
| 1963.                     | Tom Jones – Tony Richardson, Michael Holden, Oscar Lewenstein, Michael Balcon | Bye Bye Birdie – Michael Stewart, Irving Brecher Slatka Irma – Billy Wilder, I.A.L. Diamond, Edward L. Alperson, Doane Harrison, Alexandre Trauner Svijet je poludio – Stanley Kramer A Ticklish Affair - Joe Pasternak Under the Yum Yum Tree - David Swift |
| 1964.                     | My Fair Lady – Jack L. Warner                                                 | Father Goose – Robert Arthur Mary Poppins – Walt Disney Nepotopiva Molly Brown – Lawrence Weingarten Svijet henryja Orienta – Jerome Hellman |
| 1965.                     | Moje pjesme, moji snovi – Robert Wise                                         | Cat Ballou – Harold Hecht Velika utrka – Martin Jurow Those Magnificent Men in Their Flying Machines – Stan Margulies Tisuću klaunova – Fred Coe |
| 1966.                     | Rusi dolaze, Rusi dolaze – Norman Jewison                                     | Čudna stvar se dogodila na putu prema forumu – Melvin Frank Gambit – Leo L. Fuchs Not with My Wife, You Don't! – Norman Panama Sada si veliki dečko – Phil Feldman                                                                                           |
| 1967.                     | Diplomac – Lawrence Turman                                                    | Camelot – Jack L. Warner Doktor Dolittle – Arthur P. Jacobs Doktor Dolittle – Arthur P. Jacobs Thoroughly Modern Millie – Ross Hunter Ukroćena goropadnica - Richard Burton, Elizabeth Taylor, Franco Zeffirelli                                             |
| 1968.                     | Oliver! – John Woolf                                                          | Čudni par – Howard W. Koch Finianova duga – Joseph Landon Smiješna djevojka – Ray Stark Tvoje, moje i naše – Robert F. Blumofe |
| 1969.                     | Tajna Svete Vittorije – Stanley Kramer, George Glass                          | Kaktusov cvijet – M.J. Frankovich Svi za Eldorado – Alan Jay Lerner Zbogom, Columbus – Stanley R. Jaffe Zdravo, Dolly! – Ernest Lehman |

### 1970-e
| Godina | Film Producenti                                     | Nominirani |
| ------ | --------------------------------------------------- | --- |
| 1970.  | M*A*S*H – Ingo Preminger                            | Dnevnik lude kućanice – Frank Perry Draga Lili – Blake Edwards Ljubavnici i drugi stranci – David Susskind Scrooge – Bob Rafelson, Robert H. Solo                                                           |
| 1971.  | Guslač na krovu – Norman Jewison                    | Dečko – Ken Russell, Harry Benn Kotch – Richard Carter A New Leaf – Hillard Elkins Plaza Suite – Howard W. Koch                                                                                             |
| 1972.  | Cabaret – Cy Feuer                                  | 1776. – Jack L. Warner Avanti! – Billy Wilder Leptiri su slobodni – M.J. Frankovich Putovanja s mojom tetom – James Cresson, Robert Fryer                                                                   |
| 1973.  | Američki grafiti – Francis Ford Coppola, Gary Kurtz | Isus Krist Superstar – Norman Jewison, Patrick Palmer, Robert Stigwood Mjesec od papira – Frank Marshall, Peter Bogdanovich Tom Sawyer – Arthur P. Jacobs, Frank Capra, Jr. A Touch of Class – Melvin Frank |
| 1974.  | Zatvorski krug – Albert S. Ruddy                    | Harry i Tonto – Paul Mazursky Mali princ – Stanley Donen Naslovna strana – Paul Monash Tri mušketira – Francis Ford Coppola                                                                                 |
| 1975.  | Sunčani momci – Ray Stark                           | Holivudski frizer – Warren Beatty Povratak Pinka Panthera – Blake Edwards Smiješna dama – Ray Stark Tommy – Ken Russell, Robert Stigwood                                                                    |
| 1976.  | Zvijezda je rođena – Jon Peters, Barbra Streisand   | Bugsy Malone – Alan Marshall Nijemi film – Michael Hertzberg Pink Panther uzvraća udarac – Blake Edwards Ritz – Denis O'Dell                                                                                |
| 1977.  | Djevojka za zbogom – Ray Stark                      | Annie Hall – Charles H. Joffe, Jack Rollins Groznica subotnje večeri – Robert Stigwood New York, New York – Robert Chartoff, Irwin Winkler Visoka napetost – Mel Brooks                                     |
| 1978.  | Nebo može čekati – Warren Beatty                    | Apartman hotela Kalifornija – Ray Stark Briljantin – Robert Stigwood, Allan Carr Lažna igra – Edward K. Milkis, Thomas L. Miller Movie Movie – Stanley Donen                                                |
| 1979.  | Četiri prijatelja – Peter Yates                     | Desetka – Tony Adams, Blake Edwards Dobrodošli, g. Chance – Andrew Braunsberg Kosa – Michael Butler, Lester Persky Ruža – Aaron Russo, Marvin Worth, Anthony Ray                                            |

### 1980-e
| Godina | Film Producenti                                                      | Nominirani |
| ------ | -------------------------------------------------------------------- | --- |
| 1980.  | Rudareva kći – Bernard Schwartz                                      | Ima li pilota u avionu – Jon Davison, Howard W. Koch Melvin i Howard – Art Linson, Don Phillips Slava – David De Silva, Alan Marshall Stvaratelj idola – Gene Kirkwood, Howard W. Koch Jr.                                         |
| 1981.  | Arthur – Steve Gordon                                                | Četiri godišnja doba – Alan Alda Novčići s neba – Rick McCallum, Herbert Ross, Nora Kaye S.O.B. – Tony Adams, Blake Edwards Zoot Suit – Peter Burrell                                                                              |
| 1982.  | Tootsie – Sydney Pollack, Dick Richards                              | Moja omiljena godina – Joel Chernoff, Michael Gruskoff Najbolji mali bordel u Teksasu – Colin Higgins, Robert L. Boyett Restoran – Jerry Weintraub Victor, Victoria – Tony Adams, Blake Edwards                                    |
| 1983.  | Yentl – Larry DeWaay, Rusty Lemorande, Barbra Streisand              | Flashdance – Don Simpson, Jerry Bruckheimer, Tom Jacobson, Lynda Rosen Obst, Peter Guber, Jon Peters Kolo sreće – George Folsey Jr., Aaron Russo, Irwin Russo, Sam Williams Velika jeza – Michael Shamberg Zelig – Robert Greenhut |
| 1984.  | Lov na zeleni dijamant – Michael Douglas, Jack Brodsky, Joel Douglas | Istjerivači duhova – Bernie Brillstein, Ivan Reitman Micki i Maude – Tony Adams, Lou Antonio, Trish Caroselli, Jonathan D. Krane Policajac s Beverly Hillsa – Don Simpson, Jerry Bruckheimer Splash – Brian Grazer                 |
| 1985.  | Čast Prizzijevih – John Foreman                                      | A Chorus Line – Cy Feuer Čahura – David Brown, Richard Zanuck Povratak u budućnost – Steven Spielberg, Bob Gale, Neil Canton, Frank Marshall, Kathleen Kennedy Purpurna ruža Kaira – Robert Greenhut                               |
| 1986.  | Hannah i njezine sestre – Robert Greenhut                            | Klošar s Beverly Hillsa – Paul Mazursky, Pato Guzman Krokodil Dundee – John Cornell Mala trgovina užasa – David Geffen Peggy Sue se udaje – Paul R. Gurian Zločini srca – Freddie Fields                                           |
| 1987.  | Nada i slava – John Boorman, Michael Dryhurst                        | Baby Boom – Nancy Meyers, Bruce A. Block Prljavi ples – Linda Gottlieb TV Dnevnik – James L. Brooks Začarana mjesecom – Patrick J. Palmer, Norman Jewison                                                                          |
| 1988.  | Zaposlena djevojka – Douglas Wick                                    | Ponoćna utrka – Martin Brest Riba zvana Wanda – Michael Shamberg Tko je smjestio Zeki Rogeru? – Steven Spielberg, Frank Marshall, Robert Watts, Kathleen Kennedy Veliki – James L. Brooks, Robert Greenhut                         |
| 1989.  | Vozeći gospođicu Daisy – Richard D. Zanuck, Lili Fini Zanuck         | Kad je Harry sreo Sally – Andrew Scheinman, Rob Reiner Mala sirena – Ron Clements, John Musker, Howard Ashman Rat ruža – James L. Brooks, Arnon Milchan Shirley Valentine – Lewis Gilbert                                          |

### 1990-e
| Godina | Film Producenti                                                                                       | Nominirani |
| ------ | --- | --- |
| 1990.  | Zelena karta – Peter Weir                                                                             | Dick Tracy – Warren Beatty Duh – Lisa Weinstein Sam u kući – John Hughes Zgodna žena – Laura Ziskin |
| 1991.  | Ljepotica i zvijer – Don Hahn                                                                         | The Commitments – Lynda Myles, Roger Randall-Cutler Gradski kauboji – Billy Crystal, Irby Smith Kralj ribara – Debra Hill, Lynda Obst Pržene zelene rajčice – Jon Avnet                                                                                   |
| 1992.  | Igrač – David Brown, Michael Tolkin, Nick Wechsler                                                    | Aladin – Ron Clements, John Musker Medeni mjesec u Las Vegasu – Mike Lobell Redovnice nastupaju – Scott Rudin, Teri Schwartz Začarani travanj – Mark Shivas, Simon Relph, Ann Scott, Matthew Hamilton                                                     |
| 1993.  | Tatica u suknjici – Mark Radcliffe, Marsha Garces Williams, Robin Williams                            | Dave – Ivan Reitman, Lauren Shuler-Donner Mnogo vike ni za što – Kenneth Branagh, Stephen Evans, David Parfitt Romansa u Seattleu – Gary Foster Zabranjeni koraci – Tristram Miall, Antoinette Albert                                                     |
| 1994.  | Kralj lavova – Don Hahn                                                                               | Avanture Priscille, pustinjske kraljice – Al Clark, Michael Hamlyn Četiri vjenčanja i sprovod – Duncan Kenworthy Ed Wood – Tim Burton, Denise Di Novi Prêt-à-Porter – Robert Altman, Scott Bushnell                                                       |
| 1995.  | Praščić Babe – Bill Miller, George Miller, Doug Mitchell                                              | Američki predsjednik – Barbara Maltby, Charles Newirth, Rob Reiner, Jeffrey Stott Priča o igračkama – Bonnie Arnold, Ralph Guggenheim Sabrina – Sydney Pollack, Scott Rudin Uhvatite maloga – Danny DeVito, Michael Shamberg, Stacey Sher                 |
| 1996.  | Evita – Alan Parker, Robert Stigwood                                                                  | Fargo – Ethan Coen Jerry Maguire – James L. Brooks, Laurence Mark, Richard Sakai, Cameron Crowe Krletka – Mike Nichols, Neal Machlis, Michele Imperato, Marcello Danon Svi kažu volim te – Robert Greenhut                                                |
| 1997.  | Bolje ne može – James L. Brooks, Bridget Johnson, Kristi Zea                                          | Ljudi u crnom – Laurie MacDonald, Walter F. Parkes Moj dečko se ženi – Ronald Bass, Jerry Zucker Predsjedničke laži – Barry Levinson, Robert De Niro Skidajte se do kraja – Uberto Pasolini                                                               |
| 1998.  | Zaljubljeni Shakespeare – David Parfitt, Donna Gigliotti, Harvey Weinstein, Edward Zwick, Marc Norman | Bulworth – Warren Beatty, Pieter Jan Brugge Patch Adams – Mike Farrell, Barry Kemp, Marvin Minoff, Charles Newirth Stari dečki dobro praše – Amanda Marmot Svi su ludi za Mary – Braća Farrelly Zorro, maskirani osvetnik - Doug Claybourne, David Foster |
| 1999.  | Priča o igračkama 2 – Karen Robert Jackson, Helene Plotkin                                            | Analiziraj ovo – Jane Rosenthal, Paula Weinstein Biti John Malkovich – Steve Golin, Vincent Landay, Sandy Stern, Michael Stipe Čovjek na Mjesecu – Danny DeVito Ja u ljubav vjerujem – Duncan Kenworthy                                                   |

### 2000-e
| Godina | Film Producenti                                                                              | Nominirani |
| ------ | -------------------------------------------------------------------------------------------- | --- |
| 2000.  | Korak do slave – Cameron Crowe, Lisa Stewart, Ian Bryce                                      | Best in Show - Gordon Mark, Karen Murphy Čokolada – David Brown, Kit Golden, Leslie Holleran Pobuna u kokošinjcu – Nick Park, Peter Lord, David Sproxton Tko je ovdje lud? – Tim Bevan, Eric Fellner, Ethan Coen                                                                      |
| 2001.  | Moulin Rouge – Fred Baron, Martin Brown, Baz Luhrmann                                        | Dnevnik Bridget Jones - Helen Fielding, Tim Bevan, Jonathan Cavendish, Eric Fellner Gosford Park – Robert Altman, Bob Balaban, David Levy Plavuša s Harvarda – Ric Kidney, Marc Platt Shrek – Jeffrey Katzenberg, Aron Warner, John H. Williams                                       |
| 2002.  | Chicago – Martin Richards                                                                    | Adaptacija – Jonathan Demme, Vincent Landay, Edward Saxon Moje grčko vjenčanje – Gary Goetzman, Tom Hanks, Rita Wilson Nicholas Nickelby – Jeffrey Sharp, Simon Channing-Williams, John Hart Sve zbog jednog dječaka – Lynn Harris                                                    |
| 2003.  | Izgubljeni u prijevodu – Ross Katz, Sofia Coppola                                            | Baš kao Beckham – Gurinder Chadha, Deepak Nayar Krupna riba – Richard D. Zanuck U potrazi za Nemom – Graham Walters Zapravo ljubav – Tim Bevan, Liza Chasin, Eric Fellner, Debra Hayward, Duncan Kenworthy                                                                            |
| 2004.  | Stranputica – Michael London                                                                 | Fantom Opere – Andrew Lloyd Webber Izbavitelji - John Walker Ray – Taylor Hackford, Stuart Benjamin, Howard Baldwin Vječni sjaj nepobjedivog uma – Anthony Bregman |
| 2005.  | Hod po rubu – James Keach, Cathy Konrad                                                      | Gđa. Henderson predstavlja – Norma Heyman Lignja i kit – Wes Anderson Ponos i predrasude – Tim Bevan, Eric Fellner, Paul Webster Producenti – Mel Brooks |
| 2006.  | Komadi iz snova – Laurence Mark                                                              | Borat: učenje o amerika kultura za boljitak veličanstveno država Kazahstan – Sacha Baron Cohen, Jay Roach Hvala što pušite – David O. Sacks, Edward R. Pressman Mala Miss Amerike – David T. Friendly, Peter Saraf, Marc Turtletaub Vrag nosi Pradu – Wendy Finerman, Karen Rosenfelt |
| 2007.  | Sweeney Todd: Đavolji brijač Fleet Streeta – Richard D. Zanuck, John Logan, Walter F. Parkes | Across the Universe – Jennifer Todd, Suzanne Todd, Charles Newirth Juno – Lianne Halfon, Mason Novick, Russell Smith Lak za kosu – Adam Shankman, Craig Zadan, Neil Meron, Bob Shaye, Marc Shaiman, Scott Wittman, Toby Emmerich Rat Charlieja Wilsona – Tom Hanks                    |
| 2008.  | Vicky Cristina Barcelona – Letty Aronson, Jaume Roures, Stephen Tenenbaum, Gareth Wiley      | Kriminalci na godišnjem – Graham Broadbent, Peter Czernin Mamma Mia! – Judy Craymer, Benny Andersson, Björn Ulvaeus, Phyllida Lloyd, Tom Hanks, Rita Wilson Samo bez brige – Simon Channing-Williams Spaliti nakon čitanja – Ethan Coen, Joel Coen                                    |
| 2009.  | Mamurluk – Daniel Goldberg, Todd Phillips                                                    | (500) dana ljubavi - Mason Novick, Jessica Tuchinsky, Mark Waters, Steven J. Wolfe Devet - John DeLuca, Rob Marshall, Marc Platt, Harvey Weinstein, Maury Yeston Julie i Julia - Nora Ephron, Laurence Mark, Amy Robinson, Eric Steel Previše je složeno - Nancy Meyers, Scott Rudin  |

### 2010-e
| Godina | Film Producenti | Nominirani |
| ------ | --- | --- |
| 2010.  | Djeca su dobro – Jeff Levy-Hinte, Gary Gilbert, Jordan Horowitz, Celine Rattray, Daniela Taplin Lundberg, Philippe Hellmann | Alisa u zemlji čudesa - Richard D. Zanuck, Joe Roth, Suzanne Todd, Jennifer Todd Burleska – Donald De Line Red – Lorenzo di Bonaventura, Mark Vahradian Turist – Graham King, Tim Headington, Roger Birnbaum, Gary Barber, Jonathan Glickman                                                                               |
| 2011.  | Umjetnik – Thomas Langmann                                                                                                  | 50/50 - Evan Goldberg, Seth Rogen, Ben Karlin Ponoć u Parizu – Letty Aronson, Stephen Tenenbaum Djeveruše – Judd Apatow, Barry Mendel, Clayton Townsend Moj tjedan s Marilyn – David Parfitt, Harvey Weinstein |
| 2012.  | Jadnici – Tim Bevan, Eric Fellner, Debra Hayward, Cameron Mackintosh                                                        | Marigold hotel - Graham Broadbent, Peter Czernin Kraljevstvo izlazećeg mjeseca – Wes Anderson, Scott Rudin, Steven Rales, Jeremy Dawson Lov na losose u Jemenu – Paul Webster U dobru i u zlu – Bruce Cohen, Donna Gigliotti                                                                                               |
| 2013.  | Američki varalice – Charles Roven, Richard Suckle, Megan Ellison, Jonathan Gordon                                           | Ona – Megan Ellison, Spike Jonze, Vincent Landay Inside Llewyn Davis – Scott Rudin, Ethan Coen, Joel Coen Nebraska – Albert Berger, Ron Yerxa Vuk s Wall Streeta – Leonardo DiCaprio, Emma Tillinger Koskoff, Joey McFarland, Martin Scorsese                                                                              |
| 2014.  | Hotel Grand Budapest – Wes Anderson, Scott Rudin, Steven Rales, Jeremy Dawson                                               | Pride – David Livingstone U šumi – Rob Marshall, John DeLuca, Marc Platt, Callum McDougall Vincent – Fred Roos, Jenno Topping, Peter Chernin, Theodore Melfi Birdman – Alejandro González Iñárritu, John Lesher, James W. Skotchdopole                                                                                     |
| 2015.  | Marsovac – Simon Kinberg, Ridley Scott, Michael Schaefer, Mark Huffam                                                       | Oklada stoljeća – Brad Pitt, Dede Gardner, Jeremy Kleiner Joy – John Davis, Megan Ellison, Jonathan Gordon, Ken Mok, David O. Russell Špijunka – Peter Chernin, Paul Feig, Jessie Henderson, Jenno Topping Kaos u glavi – Judd Apatow, Barry Mendel                                                                        |
| 2016.  | La La Land – Fred Berger, Jordan Horowitz, Marc Platt                                                                       | Žene dvadesetog stoljeća – Anne Carey, Megan Ellison, Youree Henley Deadpool – Simon Kinberg, Ryan Reynolds, Lauren Shuler Donner Florence Foster Jenkins – Michael Kuhn, Tracey Seaward Sing Street – Anthony Bregman, John Carney, Kevin Scott Frakes, Christian Grass, Martina Niland, Raj Brinder Singh, Paul Trijbits |
| 2017.  | Lady Bird Scott Rudin, Eli Bush i Evelyn O'Neill                                                                            | Majstor lošeg filma - James Franco, Vince Jolivette, Seth Rogen, Evan Goldberg i James Weaver Bježi - Sean McKittrick, Jason Blum, Edward H. Hamm Jr. i Jordan Peele Najveći showman - Laurence Mark, Peter Chernin, Jenno Topping Ja, TonyaTom Ackerley, Margot Robbie, Steven Rogers i Bryan Unkeless                    |
| 2018.  | Zelena knjiga: Vodič za život Jim Burke, Charles B. Wessler, Brian Currie, Peter Farrelly i Nick Vallelonga                 | Ludo bogati Azijci - Nina Jacobson, Brad Simpson i John Penotti Miljenica - Ceci Dempsey, Ed Guiney, Lee Magiday i Yorgos Lanthimos Povratak Mary Poppins - Rob Marshall, John DeLuca i Marc Platt Čovjek iz sjene - Brad Pitt, Dede Gardner, Jeremy Kleiner, Kevin J. Messick, Will Ferrell i Adam McKay                  |

## Vanjske poveznice
- HFPA- službena stranica nominiranih i pobjednika